# 115 (liczba)
115 (sto piętnaście) – liczba naturalna następująca po 114 i poprzedzająca 116.

## W matematyce
- 115 jest liczbą bezkwadratową[1]
- 115 jest liczbą szczęśliwą[2]
- 115 nie jest liczbą palindromiczną, czyli liczbą czytana w obu kierunkach, w pozycyjnych systemach liczbowych od bazy 2 do bazy 16
- 115 należy do pięciu trójek pitagorejskich (69, 92, 115), (115, 252, 277), (115, 276, 299), (115, 1320, 1325), (115, 6612, 6613).

## W nauce
- liczba atomowa moskowu (Mc)
- galaktyka NGC 115
- planetoida (115) Thyra
- kometa krótkookresowa 115P/Maury

## W kalendarzu
115. dniem w roku jest 25 kwietnia (w latach przestępnych jest to 24 kwietnia). Zobacz też co wydarzyło się w roku 115, oraz w roku 115 p.n.e.